# Angeł Angełow
Angeł Angełow (bułg. Ангел Ангелов, ur. 10 lipca 1948 w Sofii) – bułgarski  bokser wagi lekkopółśredniej. W 1972 roku na letnich igrzyskach olimpijskich  w Monachium zdobył srebrny medal.